# S/S Pelle
S/S Pelle är ett norskt ångfartyg som byggdes år 1882 vid Motala Mekaniska  Verkstad som lustjakten S/S Pippi åt grosshandlare Herman Eger i Kristiania. 
Aktersalongen var inredd med bänkar av mahogny med röd sammetsklädsel och hade sovplats för fyra personer. Bakom styrhytten fanns en liten kabyss och i fören fanns en hytt för två personer. Salong och hytt var uppvärmda och det fanns också ett tvättställ.
Efter Egers död år 1883 såldes hon till sjökapten Thomas M. Strømberg på Hisøy och döptes om till Pelle. Köpesumman betalades av en godsägare på Tromøya som ville transportera gårdens produkter till Arendals centrum. Pelle såldes senare till sjökapten Andreas Terkildsen som bildade ett aktiebolag och satte in henne på en rutt mellan Arendal, Hove och Merdø med fast tidtabell. 
Fartyget byggdes om 1903 och fick ny  kommandobrygga och ångpanna samt plats till 54 passagerare. År 1910 övertogs hon av kolhandlare Jacobsen & Thorsen som fortsatte trafiken till 1961 då Tromøybron till fastlandet invigdes.
Tre år senare bogserades hon till Oslo och sina nya ägare. Pelle var i dåligt skick och 1978 sattes hon på land i Bærum. År 2007 grundades Stiftelsen DS Pelle som har som mål att renovera fartyget och få tillbaka henne till Arendal. Tio år senare lyckades föreningen köpa fartyget och i december 2017 var hon tillbaka i Arendal.
Av fartyget finns idag i stort sett bara skrovet kvar, men föreningen har tagit vara på olika inredningsdetaljer och hennes gamla ångmaskin på 18 hästkrafter och en del utrustning finns på Norsk Teknisk Museum i Oslo. År 2018 skydddes S/S Pelle av Riksantikvaren.